# 彦吉嘎郭勒
彦吉嘎郭勒也作音扎干郭勒，位于中华人民共和国内蒙古自治区东部地区的一条内陆河，为乌拉盖河左岸支流，发源于锡林郭勒盟西乌珠穆沁旗东南部巴彦花镇都拉其古塔拉东山，西流至敖包哈达转西北流，经巴彦花镇乌仁图雅嘎查、乌兰敖都嘎查、罕乌拉嘎查（原罕乌拉苏木）、阿拉坦兴安嘎查、白音华煤矿、唐斯格嘎查和东乌珠穆沁旗呼热图淖尔苏木哈日根图嘎查、巴彦查干嘎查、查干淖尔嘎查等地，最后于朝灰浩来以东汇入乌拉盖河。河长254.7千米，流域面积3284.12平方千米，河道平均比降1.00‰。彦吉嘎郭勒河谷开阔，河槽浅宽，水流平缓。巴彦查干嘎查以上河段有清水或间歇水，以下河床不明显。流域内牧草丰美，为优良天然牧场。